# The Architecture Foundation
The Architecture Foundation (AF) ist das erste unabhängige Architekturzentrum des Vereinigten Königreichs mit Sitz in London.
Die Non-Profit-Organisation setzt sich für einen neuen Blick auf die Architektur und Urbanistik in London ein, wofür man die am Anfang ihrer Karriere stehenden Jungarchitekten unterstützt und eine Plattform für die besten Architekten aus der ganzen Welt geboten wird, um an einem Zukunftskonzept für London beizutragen. Weiter soll die Öffentlichkeit, speziell die Einwohner Londons, über die städtebauliche Geschichte der Stadt als auch von einzelnen Gebäuden aufgeklärt werden, wofür z. B. 2017 eine kostenfreie App veröffentlicht wurde. Anfangs war die AF im Economist Building eingemietet, wechselte mehrfach ihren Sitz (und Veranstaltungsort), u. a. wegen finanzieller Probleme im Jahr 2014, und ist heute im Royal College of Art zuhause, wo zu öffentlichen Ausstellungen, Aktionen, Debatten und Architekturwettbewerben eingeladen wird. 2018 wurden 120 Veranstaltungen durchgeführt.